# カルフーン郡 (ミシシッピ州)
カルフーン郡（英語: Calhoun County）はアメリカ合衆国ミシシッピ州の郡である。2000年の人口は15,069人。郡庁所在地はピッツボロー。

## 地理
アメリカ合衆国国勢調査局の調査によれば、カルフーン郡の総面積は約588平方マイル（1,522.9km2）であり、そのうち陸地面積は約587平方マイル（1,520.3km2）、水面は約1平方マイル（2.6km2）である。北でラファイエット郡、北東でポントトック郡、東でチカソー郡、南でウェブスター郡、南西でグレナダ郡、西でヤロブシャ郡に隣接する。郡の名称は第7代アメリカ合衆国副大統領であり、上院議員だったジョン・カルフーンに由来する。酒類の販売が制限される禁酒郡（ドライ・カウンティ）のひとつである。

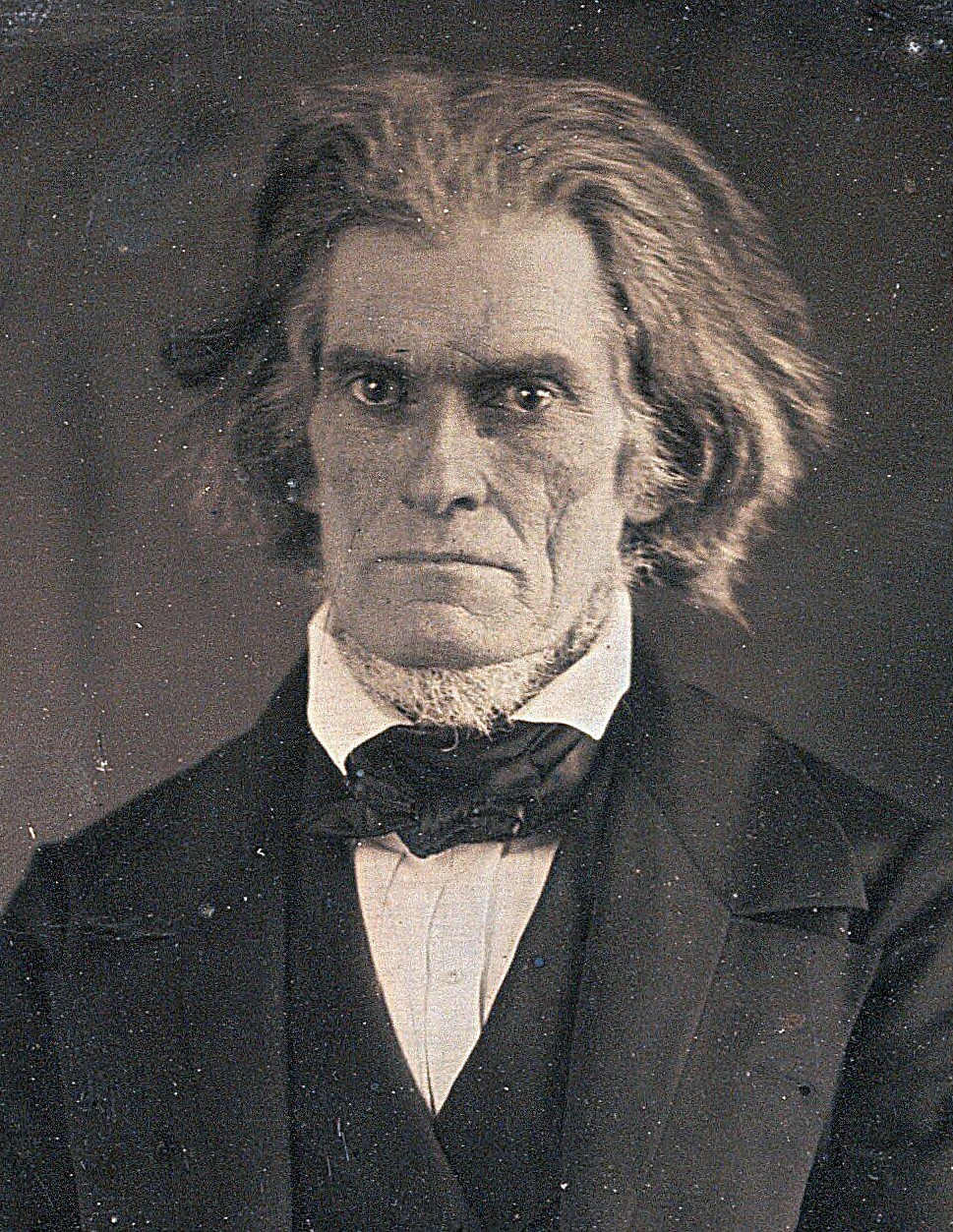
ジョン・C・カルフーン

### 道路
- ミシシッピ州道8号線
- ミシシッピ州道9号線
- ミシシッピ州道32号線

### 都市
町
- ブルース(Bruce)
- カルフーンシティ(Calhoun City)
- デルマ(Derma)
- バーダマン(Vardaman)

村
- ビッグクリーク(Big Creek)
- ピッツボロー(Pittsboro) - 郡庁所在地
- スレートスプリングス(Slate Springs)